# Piotr Krzyżowski
Piotr Krzyżowski (ur. 19 kwietnia 1979 w Jeleśni) – polski himalaista, członek Klubu Wysokogórskiego Bielsko-Biała, ratownik GOPR i prawnik.
Jest zdobywcą ośmiu ośmiotysięczników:  Gasherbrum II, Broad Peak, K2, Nanga Parbat, Gasherbrum I oraz Korony Karakorum, czego dokonał w 3 lata. 21 maja 2024 roku zdobył Lhotse, a  dwa dni później – 23 maja 2024 roku – Mount Everest. Piotr Krzyżowski wspiął się bez użycia tlenu z butli i bez wsparcia tragarzy wysokogórskich.

## Doświadczenie górskie i nagrody
Doświadczenie zdobywał stopniowo wspinając się latem i zimą w Tatrach, później w Alpach, górach Kaukazu oraz górach Pamir i Tienszan. Wspólnie z partnerem Mariuszem Hatalą dokonał zimowego wejścia na siedmiotysięcznik Chan Tengri, które zostało uznane za pierwsze polskie zimowe wejście na ten szczyt. Za ten wyczyn został uhonorowany nagrodą Taternika im. Jerzego Kukuczki – za najlepsze przejście wysokogórskie w 2019 rok.
Za wejście w odstępie 9 dni na dwa ośmiotysięczniki – Broad Peak i K2, został w 2023 uhonorowany wspólnie z Mariuszem Hatalą i Radosławem Woźniakiem w kategorii Alpinizm na Ogólnopolskich Spotkaniach Podróżników, Żeglarzy i Alpinistów – nagrodą Kolosy.
W marcu 2025 roku Piotr Krzyżowski został nagrodzony wyróżnieniem przez Kapitułę Kolosów w kategorii Alpinizm za pionierskie wejście w jednym ataku szczytowym na Lhotse i Everest, bez użycia tlenu z butli i bez wsparcia personalnego Szerpów, nie schodząc poniżej obozu 4. Było to pierwsze w historii przejście tego traversu w takim stylu.

## Wyprawy i osiągnięcia górskie
- 2017 – zdobycie szczytu Pik Korżeniewskiej (7105 m n.p.m.)[21]
- 2018 – zdobycie szczytów Pik Lenina (7135 m n.p.m.) oraz Pik Komunizma/Somoni (7495 m n.p.m.) – najwyższy szczyt w Pamirze, położony w Tadżykistanie, zdobyty w 4 dni w jednym wejściu[22][23]
- styczeń 2019 – zdobycie Chan Tengri (7010 m n.p.m.). Pierwsze polskie zimowe wejście na ten szczyt. Wyprawa została uhonorowana nagrodą „Taternika” im. Jerzego Kukuczki[24]
- jesień 2019 – udział, jako członek Kadry Narodowej Polskiego Związku Alpinizmu, w wyprawie unifikacyjnej na Lhotse, która miała[25]przygotować zespół do planowanej Narodowej zimowej wyprawy na K2[26]. Wyprawa była realizowana w ramach projektu Polski Himalaizm Zimowy. Piotr Krzyżowski i jego partner osiągnęli najwyższą wysokość z całej wyprawy, choć szczyt nie został zdobyty, a wyprawa została zakończona przed terminem z uwagi na zagrożenie odpadnięciem ogromnego seraka na drogę podejścia do obozu pierwszego[27]
- styczeń 2021 – próba zimowego wejścia drogą Arkina na szczyt Pik Lenina i drogą Abałakowa na szczyt Pik Pobiedy[28][29]. Wyprawa zakończyła się niepowodzeniem z powodu choroby wysokogórskiej partnera i konieczności pilnej ewakuacji spod góry[30][31]
- 18 lipca 2021 – zdobycie Gasherbrum II (8035 m n.p.m.). Pierwszy ośmiotysięcznik zdobyty przez Piotra Krzyżowskiego. Wspinał się bez użycia tlenu z butli i bez wsparcia tragarzy wysokogórskich[32].
- lipiec 2022 – zdobycie Broad Peak (8051 m n.p.m.) i K2 (8611 m n.p.m.). Szczyty zostały zdobyte w odstępie 9 dni. Wspinał się bez użycia tlenu z butli  i bez wsparcia tragarzy wysokogórskich[33].
- 2 lipca 2023 – zdobycie Nanga Parbat (8126 m n.p.m.) po trwającym 15 godzin ataku. Wspinał się bez użycia tlenu z butli  i bez wsparcia tragarzy wysokogórskich[34].
- 22 lipca – zdobycie Gaszerbrum I (8080 m n.p.m.). Ostatni pakistański ośmiotysięcznik zdobyty przez Piotra Krzyżowskiego. Wspinał się bez użycia tlenu z butli  i bez wsparcia tragarzy wysokogórskich[35][36].
- 21 maja 2024 – zdobycie Lhotse (8516 m n.p.m.). Solowe wejście, bez użycia tlenu z butli oraz personalnego wsparcia Szerpów[8].
- 23 maja 2024 – zdobycie Mount Everest (8848 m n.p.m.). Szczyt zdobył w 47 godzin i 22 minuty po zdobyciu Lhotse. Wspinał się samotnie bez użycia tlenu z butli oraz personalnego wsparcia Szerpów[37][38].
- 10 maja 2025 – Makalu (8485 m n.p.m.). Ósmy ośmiotysięcznik zdobyty przez Piotra Krzyżowskiego. Wspinał się samotnie bez użycia tlenu z butli oraz personalnego wsparcia Szerpów[39].

## Życie prywatne
Piotr Krzyżowski jest mężem (żona, Agnieszka) i ojcem.